# 中洲島
座標: 北緯10度23分10秒 東経114度24分49秒 / 北緯10.38611度 東経114.41361度
中洲島（中国語: 中洲島、英語: Zhongzhou Reef、ベトナム語：Bãi Bàn Than / 𣺽盤灘）は、スプラトリー諸島（南沙諸島）の北部に位置する島。太平島の沖合い2.5kmに位置している。中洲島は中国語での名称であり、中国語での別称は中洲礁。
中華民国（台湾）が実効支配しているが、中華人民共和国・ベトナムなども領有権を主張している。なお、これらの国々とスプラトリー諸島の島々の領有を争うフィリピンは、太平島と中洲島は「島ではなく岩」と国連で主張しており、国連に非加盟である台湾はこれに反論することができない状態となっている。

## 概要
気候は熱帯に属し、南西モンスーンの期間は雨期になる。
珊瑚礁に囲まれた、自然が豊かな場所であることから、2003年に中華民国によって「海洋保護区」に指定された。2003年8月16日、中華民国内政部長の余政憲が率いる一行が上陸し、島の中央に中華民国の国旗を建て領有を宣言。
太平島と中洲島の自然を観測する必要性から、2004年3月に「生態保育観測亭」と称する施設が中洲島に完成。以来、海岸巡防署のM8快艇（SF-801）が「生態観測」の名目で島の周囲を巡行している。観測亭は2004年7月に倒壊し、その後に灯台が建てられた。
2012年3月、島の周囲を巡行中であった海岸巡防署の巡視船がベトナムの巡視船と衝突。同年、国家安全会議秘書長の 胡為真と内政部長の李鴻源が率いる一行が上陸し、改めて領有を宣言。同年、太平島に最大射程6.1キロの12センチ迫撃砲が建造され、中洲島がその射程に入った。なお、胡為真らは2016年には馬英九総統とともに太平島を視察している。